# José Álvarez
Pour les articles homonymes, voir Álvarez.
José Ricardo Álvarez (né le 6 mai 1989 à Barcelona, Anzoátegui, Venezuela) est un lanceur gaucher de la Ligue majeure de baseball.

## Carrière

### Tigers de Détroit
José Álvarez signe son premier contrat professionnel en 2005 avec les Red Sox de Boston. Le 5 novembre 2009, Álvarez, qui joue dans les ligues mineures, est échangé avec le lanceur gaucher Hunter Jones aux Marlins de la Floride en retour du voltigeur Jeremy Hermida. Álvarez joue dans les mineures dans l'organisation des Marlins jusqu'en 2012 avant d'être mis sous contrat par les Tigers de Détroit. 
Il est rappelé pour la première fois des mineures pour un seul match, où il doit remplacer Aníbal Sánchez dans la rotation de lanceurs partants, mais il demeure avec le club lorsque Sánchez est placé sur la liste des joueurs blessés. Álvarez fait ses débuts dans le baseball majeur comme partant des Tigers le 9 juin 2013 contre les Indians de Cleveland. À ce premier départ, il n'accorde un premier coup sûr qu'après deux retraits en cinquième manche, enregistre sept retraits sur des prises et mérite sa première victoire en carrière. Il joue dans 14 matchs des Tigers en 2013, dont 8 comme releveur et 6 comme lanceur partant. En 38 manches et deux tiers, sa moyenne de points mérités s'élève à 5,82 avec une seule victoire et 5 défaites.

### Angels de Los Angeles
Le 21 mars 2014, Álvarez est échangé aux Angels de Los Angeles en retour d'Andrew Romine, un joueur d'arrêt-court. Il apparaît dans ses deux premiers matchs des Angels durant la saison 2014.